# Hippocamelus antisensis
Espèce
Répartition géographique
Statut de conservation UICN

 VU C2a(i); E : Vulnérable
Statut CITES
Le Taruca ou cerf andin ou Hippocamelus antisensis ou Guemal du Pérou ou Huemul péruvien est une des deux espèces du genre Hippocamelus.
Le taruca est un cerf autochtone des montagnes du Pérou, de la Bolivie, du Chili et du nord-ouest de l'Argentine. Dans ce dernier pays on le trouve dans les provinces de Salta, Jujuy, Tucumán, Catamarca et La Rioja. Il vit dans les pâturages de l'étage supérieur des sierras andines, en groupes familiaux jusqu'à quinze individus. Ils sont réputés très timides et prennent la fuite au premier signal de danger. Leur aspect et leur taille sont similaires à ceux des Hippocamelus bisulcus ou huemuls, leurs proches parents. Ils appartiennent de fait au même genre. Comme eux, les mâles tarucas possèdent des bois avec une ramification.
Leurs prédateurs traditionnels étaient historiquement le puma et le jaguar, mais alors que ces derniers sont en régression, c'est la prédation humaine qui a mis l'espèce en danger. La chasse sans modération associée aux changements apportés par l'Homme à leur habitat ont rendu l'espèce de plus en plus rare. Elle a été cataloguée comme espèce en danger d'extinction au niveau international (CITES).
Actuellement, le taruca est protégé à l'intérieur du parc national Calilegua en Argentine, mais il reste à prendre un ensemble de mesures pour assurer sa survie dans le reste du pays.

## Description
Le taruca mesure environ 73 cm au garrot. Il est légèrement plus petit et plus pâle que son proche parent le Huemul (H. bisculus). L'espèce présente généralement une coloration gris sable ; la gorge et le cou sont blanchâtres, de même que la face interne des pattes antérieures. La plupart des individus présente un dessin sombre en forme de Y sur la face. La queue est marquée par une tache sombre à la base ; elle est blanche en dessous. Les bois se ramifient une seule fois à la base pour former deux pointes de 20 à 30 cm de long chacune, et ce sur chaque bois,,,.

## Aire de répartition
Cette espèce fréquente actuellement la chaîne montagneuse des Andes au Nord depuis l’Équateur, à travers le Pérou, la Bolivie, l'extrême Nord du Chili et jusqu'au Nord-Ouest de l'Argentine,,,.

## Reproduction
Dans le sud du Pérou, la mise bas a lieu de février à avril, ce qui coïncide avec la fin de la saison des pluies, après une gestation d'environ 240 jours. Le rut est surtout observé en juin, pendant la saison sèche. Les mâles perdent leurs bois entre septembre et octobre, durant le début de la saison des pluies. La mise bas et le cycle des bois (croissance/ perte) sont tous les deux particulièrement synchronisés, reflétant vraisemblablement des changements saisonniers très marqués de leur habitat,,.

## Habitat et comportement
Le taruca est un cervidé de milieux ouverts des hautes Andes, où il fréquente des milieux localisés entre 2 500 et 5 000 m d'altitude. Dans certaines parties de son aire de répartition, il est fréquemment observé au-dessus de la limite supérieure des arbres en été, puis gagne les forêts durant l'hiver. Dans le sud du Pérou, cette espèce occupe les zones herbeuses et buissonnantes de haute altitude. Les hauts plateaux du Pérou et de Bolivie (altiplano) ont été grandement affectés par les activités humaines, souvent longtemps avant les conquêtes européennes ; les forêts ont été altérées par le défrichage des terres et la coupe de bois de chauffe. Aussi, il semble difficile d'imaginer le couvert forestier originel à la mesure du couvert forestier existant où survit aujourd'hui Hippocamelus antisensis. Les individus sont rarement observés seuls ; dans le sud du Pérou, la plupart forme des groupes d'une demi-douzaine d'individus, avec parfois un maximum de 40 individus ensemble. Les mâles adultes passent la plupart de leur temps en groupes mixtes avec les femelles, sauf durant la mise bas. Occasionnellement, des groupes non-mixtes sont aussi observés. Dans le nord-ouest de l'Argentine, cette espèce est notée comme pouvant se regrouper en grandes hardes durant l'hiver, puis se subdivisant en septembre en groupes plus petits avec un mâle pour deux femelles en moyenne. Dans cette région, le taruca est connu pour être la proie du puma (Puma concolor),,,,,.